# Pet Shop Boys
Pet Shop Boys är en brittisk synthpopduo som bildades 1981 av Neil Tennant, gruppens huvudsaklige sångare (han spelar ibland även gitarr), och Chris Lowe som spelar keyboard. Pet Shop Boys är en av de bäst säljande grupperna genom tiderna och har sålt över 100 miljoner skivor. De har under åren haft ett stort antal hits, bland andra "West End Girls", "It's a Sin", "Rent", "Domino Dancing", "Go West" och "Always On My Mind". Pet Shop Boys listades i 1999 års upplaga av Guinness rekordbok som Storbritanniens mest framgångsrika musikduo genom tiderna.
Vid Brit Awards 2009 tilldelades de ett pris för Outstanding Contribution to Music.

## Historik

### 1980-talet
Neil Tennant och Chris Lowe lärde känna varandra den 19 augusti 1981 i en elektronikaffär i Chelsea och upptäckte att de hade samma musiksmak. Duon började skriva musik tillsammans influerad av disco och syntpop-pionjärer som Kraftwerk, the Human League, Orchestral Manoeuvres in the Dark, Soft Cell och Depeche Mode. De kallade sig till en början West End, men de bestämde sig för att ta namnet Pet Shop Boys i stället, ett namn de tidigare använt för några vänner som drev en djuraffär (engelska: "pet shop").
Tennant arbetade som redaktör för den brittiska tonårstidningen Smash Hits. En dag fick han i uppdrag att intervjua Sting för tidningen och mötte vid detta tillfälle New York-producenten Bobby Orlando som blev imponerad av den kassett med blivande hits som "It's a Sin" och "Opportunities (Let's Make Lots of Money)" som Tennant gav honom. Kort därefter började Tennant och Lowe att samarbeta med Orlando vilket ledde till debutsingeln "West End Girls" 1984. Denna första version blev den dock ingen större framgång. Då Tennant och Lowe inte tyckte att samarbetet med Orlando gav tillräckligt sa de upp kontraktet och tecknade i stället kontrakt med skivbolaget Parlophone, ett bolag som tillhör EMI. Då släpptes singeln "Opportunities (Let's Make Lots of Money)", vilken inte heller blev någon större hit. Då gjorde man med hjälp av producenten Stephen Hague en ny version av "West End Girls", vilken gick upp på englandslistans första plats och kom att bli en världshit. Låten togs med på albumet Please, som gick direkt in på brittiska försäljningslistans tredje plats och kom att ligga kvar på listan i 83 veckor. Under 1986 blev även "Love Comes Quickly", en nyinspelning av den tidigare floppen "Opportunities" och "Suburbia" hitlåtar.
Gruppens succé fortsatte med andra albumet Actually med hitsinglarna "It's a Sin", "What Have I Done to Deserve This?", "Rent" och "Heart" som alla gick in brittiska topp 10 och gav duon ytterligare tre listettor med den först- och sistnämnda, samt en cover på "Always on My Mind", som inte fanns med på Actually.

### 1990-talet
1990 gav Pet Shop Boys ut albumet Behaviour som gick upp på brittiska albumlistans 2:a plats. Albumet med bland annat låten "Being Boring" visade upp en mer nedtonad och melankolisk sida av duon musik som skiljde sig från de tidigare albumen. 1993 fick Pet Shop Boys sin första och hittills enda albumetta i Storbritannien med albumet Very som bland annat innehöll deras coverversion av Village Peoples discohit "Go West", som blev tvåa på singellistan.

## Senare framgångar
Pet Shop Boys har tills 2024 haft sammanlagt 47 låtar på UK Singles Chart, 30 album på UK Albums Chart och sålt mer än 100 miljoner skivor.
År 2013 utkom Pet Shop Boys med sitt tolfte studioalbum Electric som gick direkt in på den brittiska albumlistans tredjeplats, den högsta placering som de uppnått sedan 1993 års album Very. Detta överträffades i maj 2024 när albumet Nonetheless gick direkt in på albumlistans andra plats, deras högsta listplacering på 31 år.

### Samarbeten
Pet Shop Boys producerade 1987 singeln "I'm Not Scared" åt gruppen Eighth Wonder och 2007 låten "She's Madonna" åt Robbie Williams. De har även producerat album åt Liza Minnelli och Dusty Springfield, samt gjort remixer åt artister som Madonna, Bloodhound Gang, David Bowie och Blur.
1991 samarbetade Neil och Chris med Johnny Marr och Bernard Sumner i och med inspelningen av de senare tvås debutalbum med gruppen Electronic. Detta samarbete återuppstod i och med Electronics singel "Disappointed" från 1992.
Pet Shop Boys släppte under 2019 låten "Dreamland" tillsammans med Olly Alexander, sångaren i bandet Years & Years.
Under 2021 framförde Elton John och Olly Alexander en remix av "It's a sin" under BRIT Awards 2021.

## Diskografi
I stort sett samtliga album har getts ut i specialversioner för samlare.

### Studioalbum
- Please (1986) (återutgivet 2001 i utgåva med extramaterial på extra skiva)
- Actually (1987) (återutgivet 2001 i utgåva med extramaterial på extra skiva)
- Introspective (1988) (återutgivet 2001 i utgåva med extramaterial på extra skiva)
- Behaviour (1990) (återutgivet 2001 i utgåva med extramaterial på extra skiva)
- Very (1993)  (återutgivet 2001 i utgåva med extramaterial på extra skiva)
- Bilingual (1996) (återutgivet 2001 i utgåva med extramaterial på extra skiva)
- Nightlife (1999)
- Release (2002)
- Fundamental (2006)
- Yes (2009)
- Elysium (2012)
- Electric (2013)
- Super (2016)
- Hotspot (2020)
- Nonetheless (2024)

### Specialalbum och samlingsalbum
- Disco (1986)
- Discography: The complete singles collection (1991)
- Very Relentless (1993) (begränsad utgåva av Very)
- Disco 2 (1994)
- Alternative (1995) (B-sidor från 1985-1995)
- Disco 3 (2003)
- Pop Art: Pet Shop Boys - The Hits (2003)
- Battleship Potemkin (2005) (krediterat till Tennant/Lowe, inte Pet Shop Boys)
- Concrete (2006) (Live CD)
- Disco 4 (2007)
- Ultimate (2010) (Singelsamling)
- Pandemonium (2010) (Live CD + DVD)
- The Most Incredible Thing (2011) (musik till en balett)
- Format (2012) (B-sidor från 1996-2012)
- Inner Sanctum (2019) (dubbel live-CD + DVD/BD)
- DiscoVery – Live in Rio 1994 (2021) (live-CD)
- Smash (2023)

## Filmografi
- Television (samling musikvideor, 1986)
- Showbusiness (samling musikvideor, 1988)
- It Couldn't Happen Here (film, 1989)
- Highlights (Pet Shop Boys on tour) (livevideo, 1990)
- Promotion (samling musikvideor, 1991)
- Videography (komplett samling musikvideor, 1991)
- Performance (the Pet Shop Boys 1991 tour) (livevideo, 1992. återsläpp på DVD 2004)
- Projections (samling filmer som använts under konserter, 1993)
- Various (samling musikvideor, 1995)
- Discovery (the Pet Shop Boys 1994 tour) - Live In Rio (livevideo, 1995)
- Somewhere - Live At The Savoy (livevideo, 1997)
- Pet Shop Boys Montage - The Nightlife Tour (livevideo, 2001)
- PopArt - The video hits (komplett samling musikvideor, 2003)
- Pet Shop Boys - A Life In Pop (Dokumentär, 2006)
- Pet Shop Boys - Cubism - Live in Mexico 2006 (Live DVD, 2007)
- Pet Shop Boys - [Pandemonium] - Live The O2 Arena, London (Live DVD ink sound track, 2009)